# Peesschedeontsteking
Peesschedeontsteking of tendovaginitis is ontsteking van een peesschede. 
Meestal betreft tendovaginitis de grote peesscheden van de spieren aan de onderarm bij het gewricht van de hand.
Een peesschedeontsteking uit zich door pijn en beperking van beweging. 
Een gebogen vinger kan bijvoorbeeld niet meer worden gestrekt ('triggervinger').
Peesschedeontsteking is een van de problemen die een rol kunnen spelen bij CANS (Complaints of Arm Neck and/or Shoulder).
De oorzaak van peesschedeontsteking is vooralsnog niet duidelijk, maar irritatie van de peesschede door een vorm van overbelasting lijkt een rol te spelen. 